# Moritz von Wrangel
Moritz von Wrangel (lat. Mauritius) war von 1558 bis 1560 Bischof von Reval.

## Leben
Die erste Information zu Moritz von Wrangel, welcher zum baltischen Adelsgeschlecht derer von Wrangel zählte, stammt aus dem Jahr 1546. Damals schrieb er als Dekan in Dorpat an einen Adligen einen im Reichsarchiv Stockholm überlieferten Brief.
Am 9. November 1549 wurde er von Bischof Jobst von der Recke zum Dekan des Kathedralkapitels, bereits drei Tage später dann, am 12. November 1549, zum Dompropst ernannt. Dieses Amt übte er aus bis zum 14. September 1557. An diesem Tag erhielt er seine Ernennung zum Koadjutor des Stifts von Reval.
Im März 1558 wurde er zum Bischof von Reval bestimmt, erhielt aber nicht die päpstliche Bestätigung. Dieses hatte zur Folge, dass er nicht die Bischofsweihe erhielt. In einem Brief, den ihm Peter Iwanewitz Suski am 21. Juli des Jahres überbrachte, wurde er aufgefordert sich dem Russischen Kaiser zu unterwerfen, dem die Bistümer Dorpat und Reval zugefallen waren. Dorpat hatte sich bereits am 18. Juli ergeben. In dem Brief wurde ihm unmissverständlich mitgeteilt, dass die Stadt Reval, falls er sich dem Großfürsten Johann Wassiljewitz nicht beuge, durch dessen Truppen angegriffen werde.
Am 29. Juni 1560 verkaufte Moritz von Wrangel das Bistum Reval an Herzog Magnus von Holstein. Dadurch kam es zum (vorläufigen) Ende des Katholizismus in Estland, welches mit dem Russisch-Livländischen Krieg im Jahr 1558 begonnen hatte.